# Dolly-Zoom

Dolly Out, Zoom In bei der Wegfahrt bzw. Dolly In, Zoom Out bei der Zufahrt; Oben: Kameraansicht der Dolly Zoom
Unten: Plan von Dolly Zoom

Der Dolly-Zoom, auch Travelling-Zoom oder Vertigo-Effekt genannt, ist ein Filmeffekt, der sich eine optische Täuschung zunutze macht. Technisch besteht er aus einer bestimmten Kombination von Kamerafahrt und Brennweitenänderung. Bekannt wurde der Effekt durch Alfred Hitchcocks Film Vertigo – Aus dem Reich der Toten (1958), um Höhenangst auszudrücken.

## Technik
Beim Dolly-Zoom fährt die Kamera typischerweise auf Schienen (Dolly) vom fokussierten Objekt (z. B. dem Schauspieler) weg oder auf es zu. Durch die Kamerafahrt vom Protagonisten weg würde dieser immer kleiner erscheinen. Der Dolly-Zoom-Effekt kompensiert das, indem während der Fahrt die Brennweite verändert wird (Zoom). Dadurch erscheint das Objekt immer gleich groß, während sich der Raum drumherum scheinbar verkrümmt. Der Betrachter empfindet das als unnatürlich und sog-artig. Der Hintergrund scheint ihm entgegenzukommen, wenn die Kamera sich von der Szene entfernt (sog. Dolly Out, siehe nebenstehende Grafik). Umgekehrt wird bei einem Dolly In der Raum scheinbar gestreckt.
Um das Objekt immer gleich groß und scharf erscheinen zu lassen, ist am Set hohe Präzision gefordert. Dolly-Zooms werden meist lange geprobt und können seit den 1990er Jahren programmiert werden. Die Kamera fährt dann einen vorgegebenen Weg ab und zieht dabei Zoom und Schärfenebene entsprechend automatisiert nach. Manche Fotodrohnen haben den Dolly-Zoom-Effekt in ihren Apps eingebaut.
Der Dolly-Zoom lässt sich nicht in der Postproduktion erzeugen. Digital lässt sich zwar eine Näherung durch gradielles Strecken bzw. Stauchen in zwei Dimensionen erreichen, jedoch nur auf einer Ebene (also ohne die Verschiebung gegen den Vorder- bzw. Hintergrund).

## Filmgeschichte
Der  Effekt wurde erstmals in Alfred Hitchcocks Ich kämpfe um dich (1945) eingesetzt. Als Erfinder gilt Irmin Roberts, der später auch für die Dreharbeiten zu Vertigo als Kameramann (Bildregisseur) der 2nd Unit verpflichtet worden war.
Steven Spielberg verwendete den Dolly-Zoom in seinem Ozeanthriller Der weiße Hai. Hier findet die Schockreaktion des Protagonisten seine Entsprechung in der Kameraarbeit, als Hauptdarsteller Roy Scheider Zeuge wird, wie ein Hai einen kleinen Jungen tötet. In der Spielberg-Produktion Poltergeist von 1982 wird  ein Dolly zoom out verwandt: Hier entsteht der Eindruck, ein Korridor würde sich verlängern, wobei er übergangslos in eine Kamerafahrt bis zum Ende des Korridors mündet, die eine Darstellerin verfolgt, wie sie hineinrennt. Einerseits verleiht dieser Abschluss der Einstellung eine besondere Dynamik, andererseits wird dadurch der Dolly-Zoom als Trickaufnahme ‚enttarnt‘.
Weitere bekannte Beispiele sind François Truffauts Fahrenheit 451 (1966), Claude Chabrols Die untreue Frau (1968), das Musikvideo zu Michael Jacksons Song Thriller (1983) von John Landis und Paul Schraders Mishima – Ein Leben in vier Kapiteln (1985). Mittlerweile ist der Dolly-Zoom in Filmproduktionen weit verbreitet.